# Bonanza (Utah)
Bonanza es un lugar designado por el censo (en inglés, census-designated place, CDP) ubicado en el condado de Uintah, Utah (Estados Unidos). Según el censo de 2020, la localidad está despoblada.